# Коїке Рейдзо
Коїке Рейдзо (12 грудня 1915 — 3 серпня 1998) — японський плавець.
Медаліст Олімпійських Ігор 1932, 1936 років.